# Riddler
Riddler (Tiếng Anh: The Riddler), tên thật là Edward Nigma (hoặc là Nygma), còn có biệt hiệu khác là Enigma, là một nhân vật siêu tội phạm giả tưởng trong loạt truyện tranh xuất bản bởi DC Comics. Nhân vật này xuất hiện lần đầu trong Detective Comics #140 (Tháng 10, 1948) và được tạo ra bởi Bill Finger và Dick Sprang. Riddler nằm trong số những kẻ thù đầu sỏ và lâu năm của Batman.

## Tiểu sử
Cái tên Riddler phần nào cũng đã toát lên cách thức gây án của nhân vật này (trong Tiếng Anh từ "riddle" có nghĩa là câu đố, Riddler có thể hiểu là người ra đố), đó là dựa trên các câu đố dưới nhiều hình thức khác nhau. Riddler thường thích để lại các manh mối phức tạp để giải các câu đố của mình cho Batman và cảnh sát lần mò từng bước và tự cho đó là thú vui của mình. Hiện trường vụ án của Riddler thường rất lòe loẹt và có phần phô trương. Bản thân Riddler cùng thường ăn vận một bộ đồ màu xanh lá cây và cầm một cây trượng hình dấu hỏi.

## Ngoài truyện tranh
Riddler xuất hiện trong một số phim hoạt hình, phim điện ảnh, và games về đề tài Batman. Frank Gorshin thể hiện Riddler trong phim Batman năm 1966. Còn trong Batman Forever năm 1995, Jim Carrey là người thủ vai nhân vật này.
Ngoài ra Riddler còn xuất hiện trong dòng games nổi tiếng Batman: Arkham.
Riddler còn tham gia loạt phim Gotham của FOX

## Ảnh hưởng văn hóa
Riddler xếp thứ 59 trong danh sách "Top 100 siêu tội phạm mọi thời đại trong thế giới truyện tranh" của IGN năm 2009 ("Top 100 Comic Book Villains of All Time").